# Z-Sides
Z-Sides — сборник ранее не издававшихся песен Земфиры, написанных в период с 1997 по 2006 год. О сборнике бисайдов заговорили ещё после выхода четвёртого студийного альбома «Вендетта». Однако его релиз постоянно откладывался. За это время певица успела выпустить пятый студийный альбом «Спасибо». И, наконец, в конце ноября 2008 года Земфира сдала бисайды компании «REAL Records». Однако, из-за конфликта певицы и рекорд-компании релиз не состоялся. В конце марта 2009 года сборник проник в Сеть и лишь в августе 2010 года состоялся релиз, на лейбле «Квадро-диск».

## Критика
Я начала работу над ним в мае, через полтора месяца после «Олимпийского». Придумала концепцию «легко и небрежно»; мне кажется, справилась с воплощением. В процессе, как это обычно бывает, увлеклась, прямо во время сессии написала и записала одну из песен. Настроение в нём определенно есть, но спустя полгода он меня, к сожалению, совсем не трогает. Не знаю, почему так. А сделать что-то заведомо халтурное я не сумею, не в моем характере. На самом деле у меня к вам просьба. Я думаю, «Реал» не выпустит пластинку, и обложку никто не увидит. Не могли бы вы упомянуть посвящение: «Моему отличному бенду с благодарностью за два прекрасных года». Пусть они увидят — им будет приятно.
Смешанную рецензию сборник получил на сайте проекта «МирМэджи». Автор статьи пишет, что Земфира на пластинке предстаёт в своём привычном образе: «мы слышим всё ту же свободную Зёму, для которой нет преград и препятствий». Отмечается, что аранжировки в сборнике получились очень лаконичными, «не перегруженными». В целом, автор отметил, что сборник получился обычным, «не плохим, и не хорошим». Алексей Мажаев из InterMedia написал, что сборник — это «эхо ранних альбомов, вариация на их тему; быть может, давно неинтересная Земфире, но очень близкая консервативной части её аудитории». По мнению журналиста, песни «Гаражи», «Петарды» и «Интересно» отражают ранний этап творчества певицы; песни «Поцелуи» и «Не стреляйте» ближе по настроению к альбому «Спасибо». Лучшими песнями автор посчитал песни «Австралия» и «Для тебя», сказав, что в них «есть те самые интонации и поэтические ходы, за которые артистку полюбили». В целом автор позитивно оценил сборник: «Вместо ожидаемого пять лет назад компьютерного звучания альбом „Z-Sides“ явил лаконичный электро-рок-саунд, на мой вкус, больше соответствующий органике певицы, чем кабаретный инструментальный разгул „Спасибо“. Не менее половины песен могли бы на сегодняшнем безрыбье легко стать радиохитами, если бы Земфира проявила какой-то интерес к их раскрутке».
Гуру Кен назвал сборник одним из самых необычных в дискографии певицы. Во-первых, сборник показался автору слишком упрощённым. Журналист пишет: «Такое впечатление, что писала его не нынешняя Земфира, а 16-летняя девочка, живущая в Уфе». Во-вторых, автор посчитал, что сборник является попыткой вернуться к более раннему музыкальному стилю исполнительницы: «перед ними словно поставлена задача вернуть музыку из нынешнего мрачного, на грани психиатрического диссонанса душевного состояния певицы в солнечный романтический период времен „Ромашек“». Однако, по мнению Гуру Кена, этому мешает сама Земфира, которая исполняет песни слишком депрессивно. По мнению автора рецензии, в целом, сборник оказывается «сумрачной шуткой гения, хлебными крошками с богатого стола. Попыткой Земфиры вернуться в пронизанную надеждами юность, причем неудачной попыткой». В журнале «Fuzz» также посчитали, что сборник — это «попытка вернуться в юность, наполненную надеждами и светлыми мыслями». При этом рецензент выделил песни «Австралия» и «Не стреляйте», как лучшие в альбоме.
Борис Барабанов, из издания «Коммерсантъ», назвал сборник в числе главных российских релизов 2010 года, а песня из альбома «Не стреляйте» вошла в список главных российских песен.

## Коммерческий успех сборника
Первоначально сборник занял третью строчку российского чарта альбомов. Позже, в восьмую неделю продаж, диск поднялся до второй строчки чарта.

## Список композиций
Слова и музыка всех песен — Земфира Рамазанова.
| №                   | Название                  | Длительность |
| ------------------- | ------------------------- | ------------ |
| 1.                  | «Петарды» (1997 год)      | 2:53         |
| 2.                  | «Гаражи» (1998 год)       | 2:42         |
| 3.                  | «Из головы» (2004 год)    | 3:15         |
| 4.                  | «Австралия» (2004 год)    | 2:19         |
| 5.                  | «Интересно» (2006 год)    | 2:50         |
| 6.                  | «Поцелуи» (1999 год)      | 2:40         |
| 7.                  | «Для тебя» (2006 год)     | 2:38         |
| 8.                  | «Антананариву» (1998 год) | 2:49         |
| 9.                  | «Не стреляйте» (2005 год) | 4:25         |
| Общая длительность: | Общая длительность:       | 26:31        |

## Участники записи
- Земфира Рамазанова — музыка и слова песен, голос, акустическая гитара (дорожки 5 и 9), пианино (дорожка 9), клавиши (дорожки 1 и 9), сведение, продюсирование
- Николай Козырев — барабаны (дорожка 5), rhodes (дорожка 3), клавиши (дорожки 3 и 9), запись, сведение, продюсирование
- Денис Маринкин — барабаны (дорожки 1–4, 6–9)
- Алексей Беляев — бас
- Сергей Ткаченко — электрическая и акустическая гитары
- Константин Куликов — труба, флюгельгорн, перкуссия, инженер (дорожка 2 — Vintage Records)
- Дмитрий Шуров — пианино (дорожка 7)
- Владимир Корниенко — электрическая гитара (дорожка 4), звуковые спецэффекты (дорожка 4)
- Алексей Стрельников — скрипка (дорожка 6)
- Дмитрий Чепига — скрипка (дорожка 6)
- Владимир Овчинников — запись (Тон студия Мосфильма), сведение (Тон студия Мосфильма), инженер (дорожки 1, 3–9), мастеринг
- Александр Лобанов — обложка

## Награды и номинации
| Год  | Награда        | Номинированная работа | Категория | Результат |
| ---- | -------------- | --------------------- | --------- | --------- |
| 2011 | Чартова дюжина | «Поцелуи»             | Лауреаты  | Победа    |